# Millet, Alberta
Millet är en ort i Kanada.   Den ligger i provinsen Alberta, i den centrala delen av landet, 2 800 km väster om huvudstaden Ottawa. Millet ligger 753 meter över havet och antalet invånare är 2 142.
Terrängen runt Millet är platt. Närmaste större samhälle är Wetaskiwin, 16,2 km söder om Millet. 
Trakten runt Millet består till största delen av jordbruksmark. Runt Millet är det mycket glesbefolkat, med 3 invånare per kvadratkilometer.